# Edith Steinacher
Edith Steinacher (* vor 1945) ist eine österreichische Schauspielerin.

## Wirken
Edith Steinacher wirkte in den 1960er Jahren in österreichischen Filmproduktionen und Fernsehserien mit. Später sah man sie auch in deutschen Fernsehserien. Einem größeren Publikum bekannt wurde sie durch ihre Auftritte als Stewardess Ursula in der ZDF-Urlaubsserie Das Ferienschiff.

## Filmografie (Auswahl)
- 1962: Mariandls Heimkehr (Heimatfilm)
- 1963: Der Musterknabe
- 1963: Romy und Julius[1]
- 1964: Oberinspektor Marek (Fernsehserie, 1 Folge)
- 1967: Großer Mann was nun? (Fernsehserie, 4 Folgen)
- 1968: Das Ferienschiff (Fernsehserie, 13 Folgen)
- 1970: Sie schreiben mit (Fernsehserie, 1 Folge)